# Pablo Kukartsev
Pablo Sergio Kukartsev (ur. 25 marca 1993 w Buenos Aires) – argentyński siatkarz, reprezentant Argentyny, grający na pozycji atakującego. 
Jego ojciec Siergiej Kukarcew był reprezentantem Związku Radzieckiego. Brązowy medalista Mistrzostw Świata z 1990 roku. Grał na pozycji rozgrywającego. Również jego matka Ludmiła Kukarcewa była siatkarką.
Jego żona Alba Menduguchia Vita jest hiszpanką, z którą ma syna o imieniu Luca urodzonego 22 grudnia 2022 roku.

## Sukcesy klubowe
Puchar Master:
- 2015[2]

Mistrzostwo Argentyny:
- 2017
- 2016

Klubowe Mistrzostwa Ameryki Południowej:
- 2017

Puchar Króla Hiszpanii:
- 2021

Mistrzostwo Hiszpanii:
- 2021, 2022[3]

Superpuchar Belgii:
- 2022

Puchar Belgii:
- 2023[4]

Puchar CEV:
- 2023[10]

Mistrzostwo Belgii:
- 2023[11]

Puchar Francji:
- 2025[12]

## Sukcesy reprezentacyjne
Mistrzostwa Ameryki Południowej:
- 2023[13]
- 2013, 2015

Puchar Panamerykański:
- 2014

## Nagrody indywidualne
- 2021: MVP Pucharu Króla Hiszpanii